# Vestido camisero

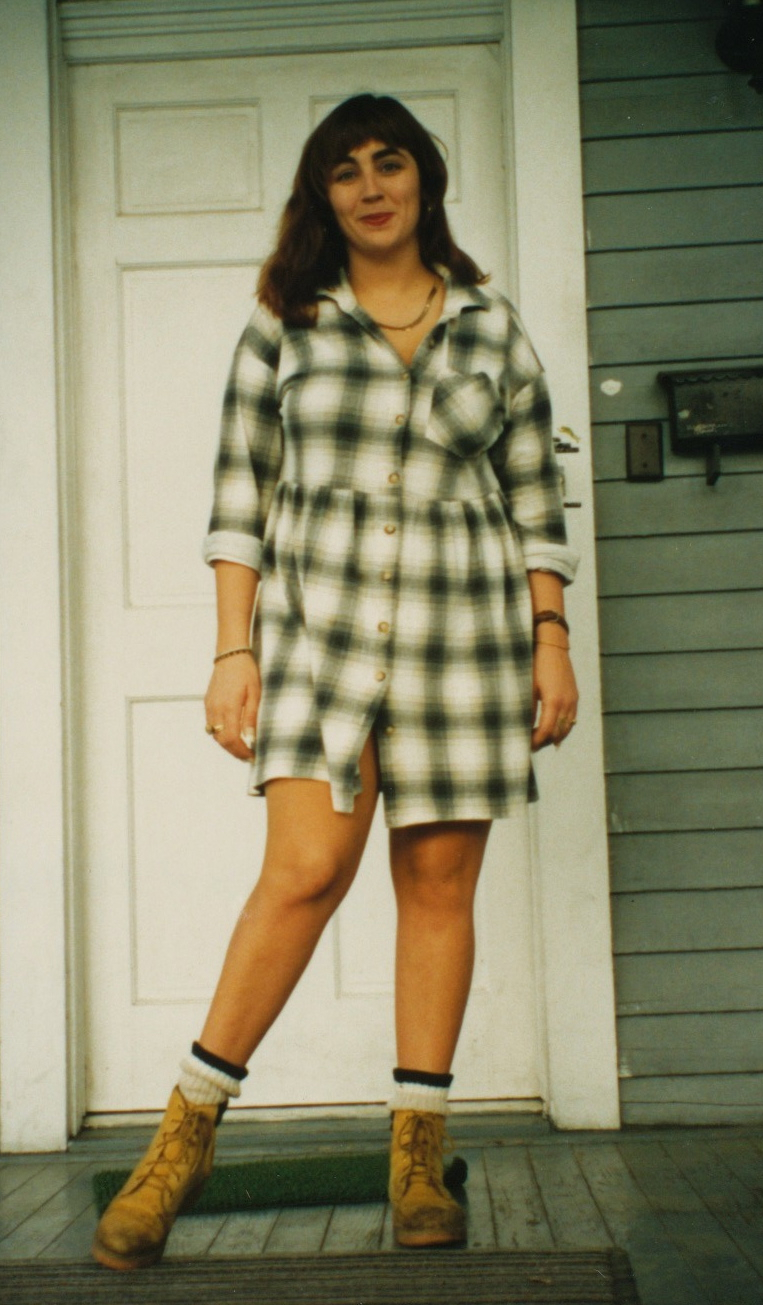
Mujer con vestido camisero

Un vestido camisa o vestido camisero es un tipo de traje femenino con unas hechuras que recuerdan a las de las camisas masculinas. 
Se trata de un vestido recto, corto, de una sola pieza y de corte sencillo. Al igual que las camisas, se abotona al frente pudiendo ser completamente abierto o no. Como en las camisas, en ocasiones, lleva cuello y puños en las mangas. 
Se trata de un vestido utilizado en ocasiones informales. Por su comodidad y frescura, se lleva en las estaciones más calurosas. Sin embargo, los vestidos diseñados con telas gruesas se hacen apropiados también para el invierno. En este caso, se hace necesario combinarlos con jerseys y camisetas interiores y cubrir las piernas con leggings. Al tratarse de una prenda holgada, es apropiado para mujeres delgadas a las que aporta volumen. 
Se puede llevar suelto o combinarse con cinturón para definir la cintura. 